# Frederik Paludan-Müller

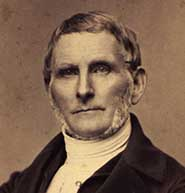
Frederik Paludan-Müller

Frederik Paludan-Müller (* 7. Februar 1809 in Kerteminde; † 28. Dezember 1876 in Kopenhagen) war ein dänischer Schriftsteller.

## Leben
Paludan-Müller war ein Sohn des Pastors und späteren Bischofs Jens Paludan-Müller. Zu seinen Brüdern gehören der Historiker Caspar Paludan-Müller und der Theologe Jens Paludan-Müller. Von 1828 bis 1835 studierte Paludan-Müller Jura an der Universität Kopenhagen. Bereits während seines Studiums konnte er mit seinem Schauspiel Kjärlighed ved Hoffet debütieren. Den erfolgreichen Studienabschluss feierte er mit einer Grand Tour und bereiste dabei halb Europa.
Nach längeren Aufenthalten in Deutschland, Frankreich und Italien ließ sich Paludan-Müller in Kopenhagen als Schriftsteller nieder. Beeinflusst von George Byron (besonders durch dessen Don Juan) gestaltete Paludan-Müller seinen ersten Versroman Dandserinden. Schon hier erweist er sich als Könner von Satire und Ironie gegenüber der bürgerlichen Gesellschaft Dänemarks. Sein wohlbekanntestes Werk ist der Versroman "Adam Homo". 
Paludan-Müllers Werk steht zwischen Romantik und Realismus. Verbreitet sein Frühwerk noch eine lebensbejahende Ästhetik, gewinnen im Spätwerk dann christlich-asketische Tendenzen die Oberhand. 
Frederik Paludan-Müller starb am 28. Dezember 1876 in Kopenhagen.

## Werke
- Adam Homo, Et digt, 1.1842 - 3.1848 (neue Ausgabe: Gyldendal, København 1965 3. Aufl. 1981. Eine deutsche Übersetzung von Emma Klingenfeld erschien 1883 u.d.T: Adam Homo. Ein Roman in Versen)
- Amor og Psyche, 1833
- Dandserinden, 1833
- Dryadens Bryllup, 1844
- Ivar Lykkes historie 1866/73, 3 Bde.
- Kjärlighed ved Hoffed, 1832
- Poesier, 1836/38, 2 Bde.
- Poetiske Skrifter, 1878/79, 8 Bde.
- Sex digte, 1875
- Tithon, 1844
- Zuleimas flugt, 1835